# Classica di Amburgo 2002
La Classica di Amburgo 2002 (ufficialmente HEW Cyclassics per motivi di sponsorizzazione), settima edizione della corsa, si svolse il 4 agosto 2002 su un percorso di 253,2 km. Fu vinta dal belga Johan Museeuw, che terminò la gara in 5h 43' 35" imponendosi in una volata ridotta a sette uomini. Si piazzò secondo lo spagnolo Igor Astarloa e terzo l'italiano Davide Rebellin. Il resto del gruppo principale arrivò con un distacco di pochi secondi.

## Percorso
La HEW-Cyclassics 2002 si corse su un circuito di 253,2 km attraverso la città di Amburgo e la campagna circostante. Il percorso era prevalentemente pianeggiante e adatto ai velocisti.

## Squadre e corridori partecipanti
Al via si presentarono ventitré squadre del circuito professionistico. Ogni squadra poteva schierare otto corridori.
| N.      | Cod. | Squadra                  |
| ------- | ---- | ------------------------ |
| 1-8     | TEL  | Team Telekom             |
| 11-18   | LAM  | Lampre-Daikin            |
| 21-28   | COA  | Team Coast               |
| 31-38   | DFF  | Domo-Farm Frites         |
| 41-48   | MAP  | Mapei-Quick Step         |
| 51-58   | SAE  | Saeco Macchine per Caffè |
| 61-68   | LOT  | Lotto-Adecco             |
| 71-78   | BJR  | Bonjour                  |
| 81-88   | RAB  | Rabobank                 |
| 91-98   | PHO  | Phonak Hearing Systems   |
| 101-108 | TAC  | Tacconi Sport            |
| 111-118 | CST  | Team CSC-Tiscali         |

| N.      | Cod. | Squadra                      |
| ------- | ---- | ---------------------------- |
| 121-128 | C.A  | Crédit Agricole              |
| 131-138 | FAS  | Fassa Bortolo                |
| 141-148 | ACQ  | Acqua & Sapone-Cantina Tollo |
| 151-158 | COF  | Cofidis                      |
| 161-168 | GST  | Gerolsteiner                 |
| 171-178 | ALS  | Alessio                      |
| 181-188 | USP  | US Postal Service            |
| 191-198 | BAN  | iBanesto.com                 |
| 201-208 | ONE  | ONCE-Eroski                  |
| 211-218 | TCL  | Team Cologne                 |
| 221-228 | NUR  | Team Nürnberger Versicherung |

## Ordine d'arrivo (Top 10)
| Pos. | Corridore         | Squadra       | Tempo    |
| ---- | ----------------- | ------------- | -------- |
| 1    | Johan Museeuw     | Domo-Farm F.  | 5h43'35" |
| 2    | Igor Astarloa     | Saeco         | s.t.     |
| 3    | Davide Rebellin   | Gerolsteiner  | s.t.     |
| 4    | Paolo Bettini     | Mapei         | s.t.     |
| 5    | George Hincapie   | US Postal     | s.t.     |
| 6    | Fabio Baldato     | Fassa Bortolo | s.t.     |
| 7    | Cristian Moreni   | Alessio       | s.t.     |
| 8    | Andrea Ferrigato  | Alessio       | a 2"     |
| 9    | Danilo Di Luca    | Saeco         | a 3"     |
| 10   | Romāns Vainšteins | Domo-Farm F.  | a 12"    |